# Broumov (stacja kolejowa)
Broumov – stacja kolejowa w miejscowości Broumov, w kraju hradeckim, w Czechach przy ulicy Nádražní 100. Znajduje się na linii kolejowej nr 026 Týniště nad Orlicí - Otovice, na wysokości 380 m n.p.m.

## Linie kolejowe
- 026: Týniště nad Orlicí - Otovice